# Fiorenzo d'Olanda
Fiorenzo d'Olanda (in olandese Floris van Holland; in inglese Florence of Holland; Contea d'Olanda, seconda metà del XII secolo – Middelburg, 30 novembre 1210) è stato un vescovo cattolico olandese.

## Origine
Secondo il capitolo n° 57a della Chronologia Johannes de Beke, Fiorenzo era uno dei figli cadetti dell'undicesimo (secondo gli Annales Egmundani, fu il decimo) Conte d'Olanda, Fiorenzo III e di Ada di Scozia, che, sempre secondo il capitolo n° 57a della Chronologia Johannes de Beke, Ada era la figlia del conte di Huntingdon e di Northumbria ed erede al trono di Scozia, Enrico e di Ada de Warenne, che, secondo il cronista, priore dell'abbazia di Bec e sedicesimo abate di Mont-Saint-Michel, Robert di Torigny, era la moglie di Enrico e la madre del re di Scozia, Malcolm (la Chronica de Mailros riporta che Ada era la sorella del re di Scozia, Malcolm), figlia di Guglielmo II di Warenne e Elisabetta di Vermandois (definisce Ada sorella uterina di Waleran de Beaumont, I conte di Worcester).
Fiorenzo III d'Olanda, secondo il capitolo n° 52 della Chronologia Johannes de Beke era il figlio secondogenito del decimo (secondo gli Annales Egmundani, fu il nono) conte d'Olanda, Teodorico VI e della futura contessa di Bentheim, Sofia di Rheineck, che, secondo gli Annales Egmundani, era figlia del conte di Rheineck ed conte palatino del Reno (come conferma anche il capitolo n° 52 della Chronologia Johannes de Beke), Ottone I di Salm e dell'erede della Contea di Bentheim, Gertrude di Northeim, che, secondo l'Annalista Saxo, era figlia del margravio di Frisia, Enrico di Northeim e della moglie, Gertrude di Braunschweig.

## Biografia
Di Fiorenzo si hanno poche notizie; molto probabilmente, essendo un figlio cadetto, scelse la carriera ecclesiastica.
Suo padre, Fiorenzo fu un fedele alleato dell'imperatore del Sacro Romano Impero, Federico Barbarossa, partecipò alla spedizione di Federico in Italia.
Fiorenzo III, secondo il capitolo n° 58b della Chronologia Johannes de Beke, prese parte alla terza crociata e fu uno dei comandanti dell'imperatore Federico, Federico Barbarossa.
Durante la crociata, Fiorenzo morì, per la peste, nel 1190, come conferma il capitolo n° 58b della Chronologia Johannes de Beke, che riporta che Fiorenzo (Florencius comes Hollandieis) morì, il 1 agosto (kalendis augusti), del 1190 ad Antiochia, non molto tempo dopo l'imperatore, Federico Barbarossa, continuando che Fiorenzo fu inumato nella stessa abbazia dell'imperatore, la Grotta di San Pietro ad Antiochia.
A Fiorenzo III, succedette suo fratello il primogenito, Teodorico VII, conte d'Olanda, come ci conferma il capitolo n° 59a della Chronologia Johannes de Beke.
Nel 1198, Fiorenzo, viene citato in due documenti dell'Oorkondenboek Holland, inerenti a donazioni, fatte dal fratello, Teodorico VII: la prima, riferita al documento n° 230 è inerente ad una donazione fatta alla chiesa di Santa Maria di Utrecht, alla presenza, oltre che di Fiorenzo, della madre, Ada di Scozia, del fratello, Guglielmo, conte della Frisia orientale e della sorella Margherita;
la seconda, riferita al documento n° 232 è inerente ad una donazione fatta a Middelburg, alla locale abbazia, alla presenza, oltre che di Fiorenzo, che in questo documento viene citato col titolo di prevosto, del fratello Baldovino;
infatti, in quello stesso anno, Fiorenzo era divenuto decano della cattedrale di Utrecht.
Data la sua parentela con la casa reale di Scozia, secondo il Fasti Ecclesiae Scoticanae Medii Aevi Ad Annum 1638, nel 1202, Fiorenzo fu eletto vescovo della diocesi di Glasgow, una delle più ricche e potenti della Scozia e, sempre secondo il Fasti Ecclesiae Scoticanae Medii Aevi Ad Annum 1638, il 4 novembre 1203, divenne Cancelliere della Scozia.
Dato che, nel 1207, non era stato ancora consacrato vescovo (non si conosce la causa della mancata consacrazione), nel mese di dicembre, diede le dimissioni.
Fiorenzo, assieme allo zio, Ottone I di Bentheim, aveva aiutato suo fratello, Guglielmo, quando, nel 1203, dopo la morte del fratello Teodorico VII, esautorò e fece prigioniera la loro nipote, l'unica erede di Teodorico VII, la contessa d'Olanda Ada, come ci informa il capitolo n° 63c della Chronologia Johannes de Beke.
Fiorenzo viene citato ancora nel documento n° 273 dell'Oorkondenboek Holland, datato 1205, inerente ad una donazione all'abbazia di Rijnsburg, fatta dalla sorella. Adele, margravia consorte del Brandeburgo, con l'approvazione, di Fiorenzo, della loro madre, Ada di Scozia, del fratello, Guglielmo, conte della Frisia orientale e della nipote, la Contessa d'Olanda, Ada, da due anni, succeduta al padre Teodorico VII.
Fiorenzo si ritirò nel monastero di Middelburg dove morì, monaco, il 30 novembre 1210, come riporta la Beka's Egmondsch Necrologium, in Oppermann, O. (1933) Fontes Egmundenses a pagina 110, riporta l'anno ed il giorno della morte di Fiorenzo (non consultata).

## Discendenza
Non si hanno notizie circa eventuali amanti e figli di Fiorenzo.

## Ascendenza
|                              |                        |                                           | Genitori                              |  |  | Nonni |  |  | Bisnonni                    |  |  | Trisnonni                   |  |
|                              |                        |                                           |                                       |  |  |       |  |  | Fiorenzo II, conte d'Olanda |  |  | Teodorico V, conte d'Olanda |  |
|                              |                        |                                           |                                       |  |  |       |  |  | Fiorenzo II, conte d'Olanda |  |  | Teodorico V, conte d'Olanda |  |
|                              |                        | Otelinda di Sassonia                      |                                       |  |  |       |  |  | Fiorenzo II, conte d'Olanda |  |  |                             |  |
| Teodorico VI, conte d'Olanda |                        |                                           |                                       |  |  |       |  |  | Fiorenzo II, conte d'Olanda |  |  |                             |  |
|                              |                        | Petronilla di Lorena                      | Teodorico II, duca di Lorena          |  |  |       |  |  |                             |  |  |                             |  |
|                              |                        | Petronilla di Lorena                      | Teodorico II, duca di Lorena          |  |  |       |  |  |                             |  |  |                             |  |
|                              |                        | Petronilla di Lorena                      | Edvige di Formbach                    |  |  |       |  |  |                             |  |  |                             |  |
| Fiorenzo III, conte d'Olanda |                        | Petronilla di Lorena                      |                                       |  |  |       |  |  |                             |  |  |                             |  |
|                              |                        | Ottone I di Salm, conte palatino del Reno | Ermanno di Lussemburgo, conte di Salm |  |  |       |  |  |                             |  |  |                             |  |
|                              |                        | Ottone I di Salm, conte palatino del Reno | Ermanno di Lussemburgo, conte di Salm |  |  |       |  |  |                             |  |  |                             |  |
|                              |                        | Ottone I di Salm, conte palatino del Reno | Sofia di Formbach                     |  |  |       |  |  |                             |  |  |                             |  |
| Sofia di Rheineck            |                        | Ottone I di Salm, conte palatino del Reno |                                       |  |  |       |  |  |                             |  |  |                             |  |
|                              |                        | Gertrude di Northeim                      | Enrico, margravio di Frisia           |  |  |       |  |  |                             |  |  |                             |  |
|                              |                        | Gertrude di Northeim                      | Enrico, margravio di Frisia           |  |  |       |  |  |                             |  |  |                             |  |
|                              |                        | Gertrude di Northeim                      | Gertrude di Brunswick                 |  |  |       |  |  |                             |  |  |                             |  |
| Fiorenzo d'Olanda            |                        | Gertrude di Northeim                      |                                       |  |  |       |  |  |                             |  |  |                             |  |
|                              | Davide I, re di Scozia | Malcolm III, re di Scozia                 |                                       |  |  |       |  |  |                             |  |  |                             |  |
|                              | Davide I, re di Scozia | Malcolm III, re di Scozia                 |                                       |  |  |       |  |  |                             |  |  |                             |  |
|                              | Davide I, re di Scozia | Margherita di Scozia                      |                                       |  |  |       |  |  |                             |  |  |                             |  |
| Enrico di Scozia             | Davide I, re di Scozia |                                           |                                       |  |  |       |  |  |                             |  |  |                             |  |
|                              |                        | Maud di Northumbria                       | Waltheof, conte di Northumbria        |  |  |       |  |  |                             |  |  |                             |  |
|                              |                        | Maud di Northumbria                       | Waltheof, conte di Northumbria        |  |  |       |  |  |                             |  |  |                             |  |
|                              |                        | Maud di Northumbria                       | Giuditta di Lens                      |  |  |       |  |  |                             |  |  |                             |  |
| Ada di Scozia                |                        | Maud di Northumbria                       |                                       |  |  |       |  |  |                             |  |  |                             |  |
|                              |                        | Guglielmo di Warenne, II conte di Surrey  | Guglielmo I di Warenne                |  |  |       |  |  |                             |  |  |                             |  |
|                              |                        | Guglielmo di Warenne, II conte di Surrey  | Guglielmo I di Warenne                |  |  |       |  |  |                             |  |  |                             |  |
|                              |                        | Guglielmo di Warenne, II conte di Surrey  | Gundred, contessa del Surrey          |  |  |       |  |  |                             |  |  |                             |  |
| Ada de Warenne               |                        | Guglielmo di Warenne, II conte di Surrey  |                                       |  |  |       |  |  |                             |  |  |                             |  |
|                              |                        | Elisabetta di Vermandois                  | Ugo I, conte di Vermandois            |  |  |       |  |  |                             |  |  |                             |  |
|                              |                        | Elisabetta di Vermandois                  | Ugo I, conte di Vermandois            |  |  |       |  |  |                             |  |  |                             |  |
|                              |                        | Elisabetta di Vermandois                  | Adelaide di Vermandois                |  |  |       |  |  |                             |  |  |                             |  |
|                              |                        | Elisabetta di Vermandois                  |                                       |  |  |       |  |  |                             |  |  |                             |  |